# Les Menuires

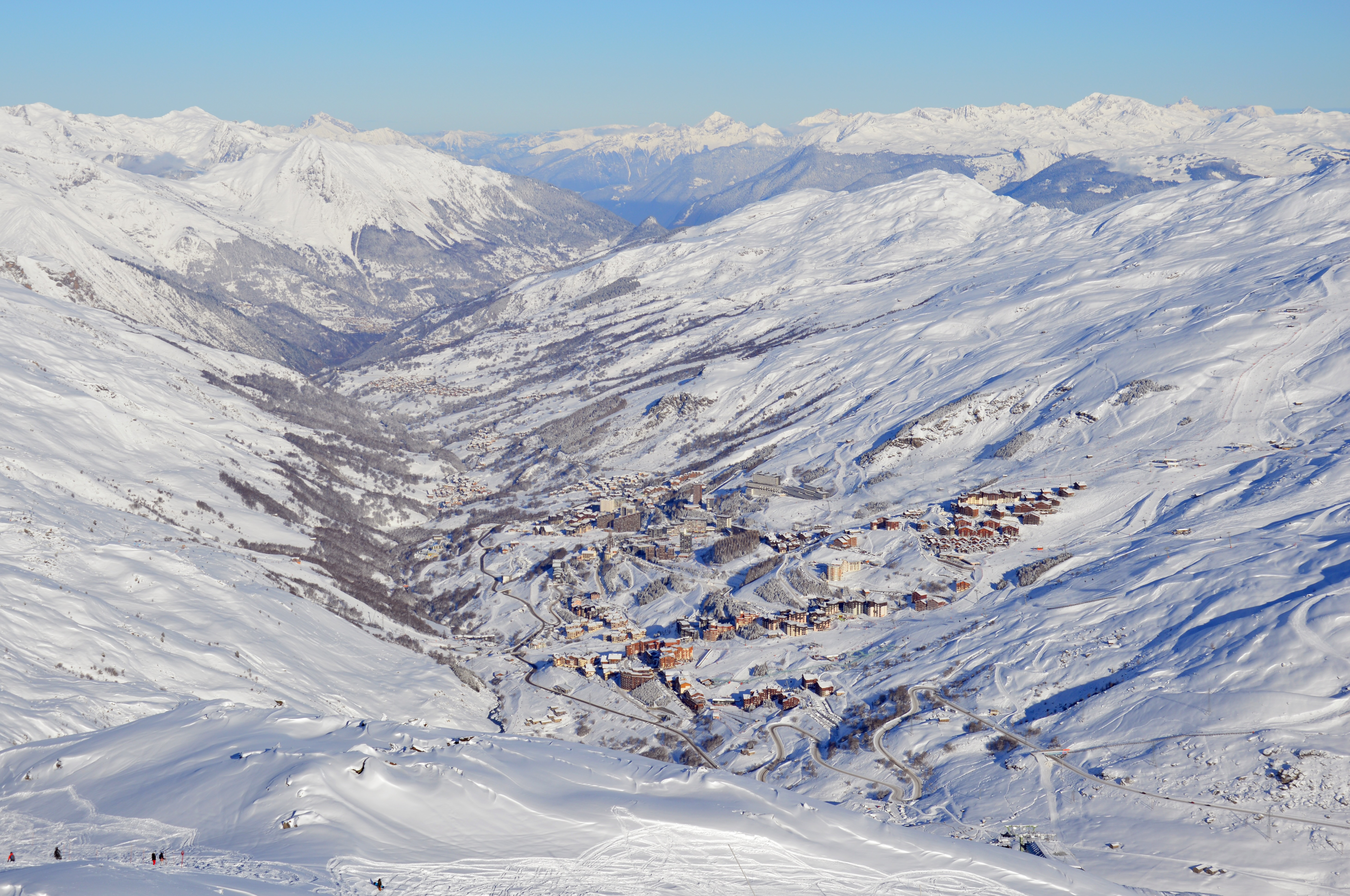
Les Menuires

Les Menuires ist der Name eines Wintersportortes in den französischen Alpen im Département Savoie.

## Lage
Der Ort gehört zur Gemeinde Saint-Martin-de-Belleville in der Savoie und liegt etwa 50 km südöstlich von Albertville. Les Menuires liegt auf einer Höhe von 1450 bis 2850 Metern, das Zentrum des Ortes liegt auf 1850 Metern. Der Ort befindet sich in der Mitte der zwei anderen Skiorte des Vallée des Belleville, Saint-Martin-de-Belleville (1450 m) und Val Thorens (2300 m).

## Skigebiet
Das Vallée des Belleville ist mit den Skigebieten der Vallée Saint-Bon (Courchevel, La Tania, Le Praz) und der Vallée des Allues (Méribel, Mottaret) verbunden. Die drei Täler bilden die Trois Vallées, das mit seinen 600 km Pisten und 200 Liftanlagen das größte zusammenhängende Skigebiet der Welt ist. Les Portes du Soleil sind mit 650 km Piste ein nicht zusammenhängendes Skigebiet an der Grenze Schweiz-Frankreich.
Das Skigebiet Les Menuires ist im Normalfall von Dezember bis April schneesicher. In tieferen Lagen sorgen umfangreiche Beschneiungsanlagen für eine auch im Frühjahr ausreichende Schneeauflage. Das Skigebiet umfasst 160 km Pisten und 36 Liftanlagen.
Eigentümer des Skigebietes ist die Compagnie des Alpes, der weltgrößte Betreiber von Skigebieten.

## Geschichte
Der Name knüpft an die Kohleminen an, die früher in diesem Gebiet existierten: Im savoyischen Dialekt bezeichnet der Begriff menuire eine Bergmine. Erst mit dem Ausbau des Skigebiets ab den 1960er-Jahren begann der Ort stark zu wachsen.
In Les Menuires und Val Thorens fanden ein Teil der Ski-Alpin-Wettbewerbe (Slalom) der Olympischen Winterspiele 1992 von Albertville statt.